# Olios sherwoodi
Olios sherwoodi là một loài nhện trong họ Sparassidae.
Loài này thuộc chi Olios. Olios sherwoodi được Roger de Lessert miêu tả năm 1929.